# 小行星7221
小行星7221（英語：7221）是一颗围绕太阳公转的小行星。1981年9月22日，茲丹卡·瓦弗洛娃在克列特发现了此天体。
这颗小行星的绝对星等为22.67491808438119等。